# Мартин Пас
«Мартин Пас» — рассказ французского писателя Жюля Верна 1851 года, выходивший под названием «Южная Америка. Перуанские нравы. Мартин Пас, историческая новелла» («L’Amérique du Sud. Moeurs péruviennes. Martin Paz, nouvelle historique») с 10 июля по 11 августа 1852 года в журнале «Musée des familles». Позже рассказ под названием «Мартин Пас» появился в виде приложения к роману «Ченслер» 1 февраля 1875 года в издательстве Этцеля.

## Сюжет
В Лиме (Перу) еврейский предприниматель Самуэль пообещал выдать свою дочь Сару замуж за богатого метиса Андрее Серта. Однако Сара влюблена в индейца Мартина Паса. После ножевого боя в доме Самуэля, в ходе которой Серта получил ранение, Мартин Пас прыгает в бурную реку. Все решают, что он погиб, однако его спасает испанец маркиз Дон Вегаль. Подслушав разговор Самуэля и Серты, Мартин Пас узнаёт, что Сара — дочь испанских аристократов, погибших в кораблекрушении много лет назад. Серта потому и желает жениться на девушке, чтобы позже раскрыть её благородное происхождение и войти в аристократическое общество Лимы.
Незадолго до свадебного торжества начинается индейское восстание под предводительством Самбо — отца Мартина Паса. Бунтовщики нападают на дом Самуэля и убивают его, а Мартин Пас спасается с Сарой в доме Вегаля. Тот узнаёт в Саре свою потерянную дочь. Серта жаждет мщения. В отсутствие Паса и Вегаля индейцы похищают Сару и приговаривают к смерти за то, что Пас из любви к ней оставил своих сородичей. Её связывают, чтобы пустить в каноэ по реке Мадейра в направлении водопада. Мартин Пас пытается её спасти, но влюблённые погибают вместе.

## Критика
Написавший предисловие к полному собранию сочинений Жюля Верна в издательстве «Ранконтр» Шарль-Ноэль Мартен полагает, что «Мартин Пас» отмечает в творчестве писателя поворот и раскрывает талант «живописной стороны жюль-верновской прозы». Автор придумал рассказ, ознакомившись с акварелями перуанского художника Игнасио Мерино, друга Жака Араго.

## Переводы на русский язык
- Мартин Пас / Переводчик: А. Ш. Соломонова. — Миссис Бреникен. Рассказы. — М.: Ладомир, 1994. — 536 с. — (Неизвестный Жюль Верн). — 100 000 экз. — ISBN 5-286218-136-9.